# Flagge New Mexicos

Flagge von New Mexico

Die Flagge des US-Bundesstaats New Mexico wurde im Jahr 1925  eingeführt.

## Symbolik
Die Flagge zeigt die Sonne des Zia-Volkes. Die Farben stehen für die spanische Kolonialzeit und finden sich auch heute noch in der Flagge Spaniens.
Die vier Gruppen von jeweils vier Strahlen stehen für:
- Die vier Jahreszeiten: Frühling, Sommer, Herbst und Winter
- Den Tag: Sonnenaufgang, Mittag, Abend und Nacht
- Das Leben selbst: Kindheit, Jugend, Erwachsenenalter und das Greisenalter
- Die vier Himmelsrichtungen: Norden, Süden, Westen, Osten

Der Kreis verbindet die vier Elemente.

## Geschichte

Flagge des spanischen Kolonialreichs während der Regierungszeit Philipps II.

Die Flagge ist das Ergebnis eines Design-Wettbewerb der Daughters of the American Revolution im Jahr 1925, den Dr. Harry Mera aus Santa Fe gewann. Mera war als Archäologe vertraut mit dem Zia-Sonnensymbol, das im 19. Jahrhundert auf einem Topf gefunden wurde.
In einer 2001 durchgeführten Internet-Abstimmung der North American Vexillological Association, der nordamerikanischen Flaggenkundlervereinigung, wurde diese Flagge unter den Flaggen der US-Bundesstaaten und der kanadischen Provinzen auf den ersten Platz gewählt. Gelobt wurde vor allem der hohe Wiedererkennungswert und das Design.

## Treueeid
Der Treueeid zu der Flagge New Mexicos lautet gemäß New Mexico Statutes and Court Rules, Section 12-3-7:

“I salute the flag of the state of New Mexico, the Zia symbol of perfect friendship among united cultures.”

„Ich grüße die Flagge des Staates New Mexico, das Zia-Symbol der perfekten Freundschaft unter den vereinigten Kulturen“

Die spanische Version lautet:

«Saludo la bandera del estado de Nuevo Mejico, el simbolo zia de amistad perfecta, entre culturas unidas.»

## Weiteres
Die Flagge wird in der Stadtflagge Albuquerques zitiert: Diese hat einen roten Grund und trägt das Zia-Symbol in Gelb.